# Premio letterario Castelfiorentino
Il premio letterario Castelfiorentino è un premio letterario italiano di poesia e narrativa, caratterizzatosi fin dalle origini, secondo l'intitolazione In Toscana: storie e impressioni, per essere rivolto a opere inedite su tema toscano. La sua prima edizione ha avuto luogo nel 1999.
Rapidamente affermatosi su scala nazionale, gode della medaglia del presidente della Repubblica e beneficia del patrocinio della Regione Toscana e della Città metropolitana di Firenze.
Gli enti organizzatori sono il Comune di Castelfiorentino, la Banca di Credito Cooperativo di Cambiano, il Comitato attività promozionali «Per Castello», la Confederazione nazionale misericordie d'Italia e l'Associazione toscana per la lotta contro la fibrosi cistica.
La giuria è presieduta da Marco Marchi ed è attualmente composta da Claudia Centi, Nicoletta Mainardi, Marco Menicacci, Mariella Migliorini, Giacomo Trinci, Paolo Marini (segretario).
La partecipazione è gratuita e aperta a tutti, secondo le modalità esposte nel bando. Sono previsti tre premi in denaro e, per gli autori premiati e segnalati, la pubblicazione in volume dei loro testi. Ogni anno, inoltre, la giuria assegna un «premio speciale» alla carriera a una personalità eminente del mondo letterario italiano. Il vincitore del primo «premio speciale» è stato nel 2001 Mario Luzi, seguito nelle varie edizioni, dando luogo a un prestigioso albo d'oro: Maria Luisa Spaziani, Edoardo Sanguineti, Dacia Maraini, Tonino Guerra, Claudio Magris, Franco Loi, Vincenzo Cerami, Alberto Bevilacqua, Alberto Arbasino, Andrea Camilleri, Patrizia Valduga, Roberto Vecchioni, Valerio Magrelli, Gianrico Carofiglio e Antonio Prete.
Nel periodo che precede la serata conclusiva di premiazione (tradizionalmente tenuta ai primi di giugno), sotto il titolo di «Aspettando il premio » vengono organizzati incontri culturali a tema, ideati e condotti da Marco Marchi, con partecipazioni di rilievo. Tra essi si segnalano, nel corso degli anni, Castelfiorentino, bianco nel sole. Omaggio a Federigo Tozzi, I poeti e la Storia, Memoria e poesia, La poesia e le sue forme. Omaggio a Pier Paolo Pasolini, L'arte del racconto, con un omaggio a Arturo Loria, Ricordo di Mario Luzi, Omaggio a Alda Merini, Omaggio a Aldo Palazzeschi.
In occasione del decennale del premio è stata organizzata una mostra documentaria ed è stato prodotto un video che sinteticamente ripercorre la storia del premio e le sue molte iniziative. È stata inoltre istituita di recente la Libera scuola del premio, con l'intento di valorizzare gli scrittori e i poeti del territorio tramite la pubblicazione di quaderni collettivi. Parallelo al premio si tiene infine, con un proprio comitato di lettura e una propria serata finale, un «Concorso scuola» di ambito regionale.
Svoltosi il primo anno nell'oratorio di San Carlo, poi, continuativamente, nel Ridotto del Teatro del Popolo e nel 2008 nella chiesa di San Francesco, il premio letterario Castelfiorentino ha trovato dal 2009 la sua sede elettiva nel restaurato Teatro del Popolo di Castelfiorentino.

## Vincitori del premio per l'inedito (1999-2018)
- 1999 - Francesco Ciulli e Fabio Sassetti
- 2000 - Giacomo Trinci
- 2001 - Alberto Arletti
- 2002 - Eugenio De Signoribus
- 2003 - Ettore Baraldi e Patrizia Ferrando
- 2004 - Francesco Camerini e Marco Giovenale
- 2005 - Valentino Ronchi
- 2006 - Francesco Scarabicchi
- 2007 - Paolo Di Paolo
- 2008 - Cynthia Collu
- 2009 - Giacomo Leronni
- 2010 - Franca Mancinelli
- 2011 - Valter Ferrari
- 2012 - Sandro Campani
- 2013 - Anna Elisa De Gregorio
- 2014 - Giulio Maffii
- 2016 - Matteo Mazzone
- 2018 - Rosalba de Filippis e Francesca Monnetti

## Vincitori del premio speciale (2001-2018)
- 2001 - Mario Luzi
- 2002 - Maria Luisa Spaziani
- 2003 - Edoardo Sanguineti
- 2004 - Dacia Maraini
- 2005 - Tonino Guerra
- 2006 - Claudio Magris
- 2007 - Franco Loi
- 2008 - Vincenzo Cerami
- 2009 - Alberto Bevilacqua
- 2010 - Alberto Arbasino
- 2011 - Andrea Camilleri
- 2012 - Patrizia Valduga
- 2013 - Roberto Vecchioni
- 2014 - Valerio Magrelli
- 2016 - Gianrico Carofiglio
- 2018 - Antonio Prete